# Sugammadeks
Sugammadeks (łac. sugammadex) – organiczny związek chemiczny, półsyntetyczna pochodna γ-cyklodekstryny, będąca pierwszym lekiem z nowej grupy SRBA (ang. selective relaxant binding agent). Stosowany jest w celu odwracania blokady przewodnictwa nerwowo-mięśniowego wywołanego przez niedepolaryzujące leki zwiotczające o budowie steroidowej, np. rokuronium i wekuronium.
Budowa chemiczna cyklodekstryn jest charakterystyczna – zawierają one hydrofobowy pierścień i hydrofilowe „obrzeże” (ze względu na obecność polarnych grup hydroksylowych). Interakcje hydrofobowe między cząsteczką leku a molekułą cyklodekstryny powodują powstawanie rozpuszczalnego w wodzie kompleksu typu gość-gospodarz. Z tego względu są używane od ponad 100 lat jako nośniki dla różnych leków, np. propofolu, midazolamu, bupiwakainy czy sufentanylu.

## Historia
Sugammadeks został opracowany przez badaczy z przedsiębiorstwa Organon jako wynik prac nad substancją, która zwiększyłaby rozpuszczalność leku zwiotczającego – rokuronium w wodzie. W ten sposób badacze chcieli wyeliminować konieczność stosowania kwaśnego pH roztworu tego leku. Do dalszych badań wybrano γ-cyklodekstrynę, lecz okazało się, że jej hydrofobowy pierścień jest za płytki, by skutecznie wiązał cząsteczkę rokuronium. Postanowiono więc zmodyfikować molekułę γ-cyklodekstryny, dodając 8 łańcuchów bocznych zakończonych ujemnie naładowanymi grupami karboksylowymi, które wytworzyłyby wiązanie jonowe z dodatnio naładowanym czwartorzędowym atomem azotu w cząsteczce rokuronium. Dodatkowo zwiększałyby one rozpuszczalność produktu, któremu nadano nazwę kodową Org 25969, a następnie – sugammadeks. Badania krystalograficzne promieniami rentgenowskimi dowiodły, że cząsteczki rokuronium i sugammadeksu pasują do siebie niemalże idealnie. Co więcej, okazało się, że kompleks typu gość-gospodarz tych dwóch cząsteczek ma bardzo dużą stałą asocjacji (Ka) równą 1,8·107 M−1, podczas gdy kompleksy innych leków i cyklodekstryn osiągały wartości Ka od 1·101 do 2·104 M−1. To odkrycie zmieniło przeznaczenie sugammadeksu – z nośnika leku w osobną substancję o zastosowaniu leczniczym. Obawy, że sugammadeks może tworzyć równie trwałe kompleksy z innymi lekami steroidowymi podawanymi standardowo pacjentom podczas znieczulenia ogólnego nie potwierdziły się, gdyż stwierdzono, że wykazuje on 120–700 razy mniejsze powinowactwo do tychże leków w porównaniu z rokuronium. Wczesne badania kliniczne I fazy wykazały, że sugammadeks nie wpływa na działanie takich leków, jak:
- leki stosowane we wprowadzeniu do narkozy (propofol, tiopental)
- narkotyczne leki przeciwbólowe (fentanyl, remifentanyl)
- antybiotyki (wankomycyna, gentamycyna)
- leki rozszerzające oskrzela (salbutamol, aminofilina)
- leki działające na układ krążenia (atropina, digoksyna, efedryna, fentolamina, werapamil)
- steroidy (kortyzon, hydrokortyzon)
- anestetyki wziewne (sewofluran)

## Mechanizm działania

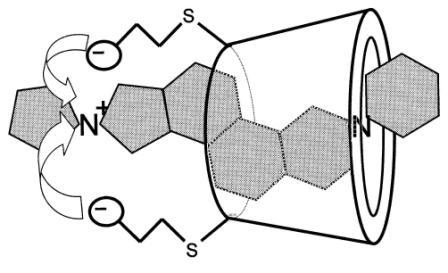
Enkapsulacja rokuronium przez sugammadeks

Proces wiązania rokuronium przez sugammadeks można podzielić na dwa etapy. Pierwszy polega na bezpośredniej enkapsulacji leku zwiotczającego przez sugammadeks. Ten proces zależny jest w dużej mierze od dawki i obejmuje te cząsteczki rokuronium, które znajdują się w postaci niezwiązanej z receptorem nikotynowym, zarówno w tkankach, jak i w osoczu. Dzięki badaniu mikrokrystalograficznemu wykazano, że część steroidowa cząsteczki rokuronium umieszczona jest w pierścieniu hydrofobowym, natomiast dodatnio naładowany azot otoczony jest ujemnie naładowanymi grupami karboksylowymi. Wytworzone wiązanie jonowe, wodorowe oraz siły van der Waalsa uniemożliwiają cząsteczce rokuronium wydostanie się, a co za tym idzie – wiązanie z receptorem. Spadek stężenia rokuronium w osoczu powoduje powstawanie różnicy stężeń między tkankami a krwią. Rokuronium związane z receptorem nikotynowym ulega oddysocjowaniu, a następnie jest szybko wychwytywane przez sugammadeks.
Sugammadeks wiąże leki zwiotczające w stosunku 1:1, przy czym największe powinowactwo wykazuje wobec rokuronium, nieco mniejsze wobec wekuronium, najmniejsze zaś wobec pankuronium.

## Badania kliniczne
Badaczom skutecznie udawało się odwracać blokadę nerwowo-mięśniową u świnek morskich wywołaną rokuronium i wekuronium przy użyciu sugammadeksu w dawce 1 mg/kg mc. w mniej niż minutę. U rezusów, którym podano rokuronium w dawce 500 μg/kg, dawka 2,5 mg/kg sugammadeksu całkowicie znosiła blokadę.
W jednym z początkowych badań klinicznych I fazy brało udział 29 zdrowych ochotników płci męskiej. Byli oni najpierw znieczulani ogólnie, a następnie podawano im rokuronium w standardowej dawce. W celu zniesienia blokady nerwowo-mięśniowej stosowano sugammadeks w dawce 0,1–8,0 mg/kg mc. lub placebo. Dawka maksymalna leku odwracała zwiotczenie w ciągu jednej minuty w porównaniu z 52 minutami w przypadku placebo. W dwóch innych badaniach na 87 pacjentach w wieku 18–87 lat badano skuteczność sugammadeksu w znoszeniu blokady wywołanej dużymi dawkami rokuronium (1,0–1,2 mg/kg mc.). Pacjentom podawano sugammadeks w dawce 2–16 mg/kg w ciągu 3 i 15 minut od chwili wystąpienia blokady nerwowo-mięśniowej, a następnie mierzono czas potrzebny do odwrócenia zwiotczenia, który wyniósł mniej niż 3 minuty, niezależnie od momentu podania sugammadeksu i dawki rokuronium. W innych badaniach wykazano też, że sugammadeks jest równie skuteczny w przypadku długotrwałego zwiotczenia (≥90 minut). Przeprowadzono również badania nad skutecznością sugammadeksu w znoszeniu blokady wywołanej przez wekuronium i pankuronium, które wykazały, że dla uzyskania podobnego efektu konieczne jest zwiększenie dawki. W przypadku pankuronium zaobserwowano również znacznie mniejszą korelację między skutecznością a zastosowaną dawką sugammadeksu.
Badania kliniczne III fazy skupiły się nad badaniem skuteczności sugammadeksu w porównaniu z lekami standardowo stosowanymi w celu zniesienia blokady nerwowo-mięśniowej. W jednym z nich 100 pacjentom zwiotczonym wekuronium podawano sugammadeks (2,0 mg/kg mc.) lub neostygminę (50 μg/kg mc.), osiągając czas do ustąpienia bloku mięśniowo-nerwowego odpowiednio 2,1 i 18,9 minuty. W innym badaniu zwiotczenie wywołane rokuronium znoszono sugammadeksem w dawce 4,0 mg/kg, edrofonium+atropiną lub neostygminą+glikopirolanem. Czas do momentu ustąpienia blokady wyniósł odpowiednio (w minutach): 1,78, 5,51 i 17,4. Porównywano również szybkość odwracania blokady przez sugammadeks i neostygminę. Jednej grupie (34 pacjentów) podano rokuronium w dawce 0,6 mg/kg, drugiej (39 pacjentów) – cisatrakurium w dawce 0,15 mg/kg. Następnie zaaplikowano w pierwszej grupie sugammadeks (2,0 mg/kg), w drugiej – neostygminę (50 μg/kg). Czas w minutach do zniesienia blokady wyniósł odpowiednio 1,51 i 2,85.
Badaniami klinicznymi III fazy objęto również pacjentów starszych, dzieci i niemowlęta oraz osoby z niewydolnością nerek oraz z chorobami układu krążenia i płuc. Nie wykazano, by stosowanie sugammadeksu w tych grupach pacjentów wiązało się z niebezpieczeństwem wystąpienia dodatkowych działań ubocznych czy z zaostrzeniem przebiegu istniejących chorób. Odnotowano co prawda, pojedyncze przypadki wydłużenia odstępu QT, nie stwierdzono jednak bezpośredniego i jednoznacznego związku z zastosowaniem sugammadeksu.

## Synteza chemiczna
Synteza sugammadeksu rozpoczyna się od halogenowania γ-cyklodekstryny jodem lub bromem w obecności soli sodowej alkoholu metylowego i trifenylofosfiny, w środowisku DMF. W wyniku tej reakcji powstaje halogenowa pochodna, którą następnie poddaje się reakcji podstawiania. Może ona przebiegać dwojako:
- reakcja z kwasem 3-merkaptopropionowym i NaH, w wysokiej temperaturze (70 °C) i w środowisku DMF
- reakcja z estrem metylowym kwasu 3-merkaptopropionowego i węglanem cezu, której produkt poddaje się działaniu wodorotlenku sodu

Produktem końcowym opisanych reakcji jest sugammadeks.

Schemat syntezy sugammadeksu

## Farmakokinetyka
Sugammadeks nie wiąże się z białkami osocza, nie jest również metabolizowany. Większość podanego leku (90%) jest wydalana przez nerki w ciągu 24 godzin. Okres półtrwania sugammadeksu wynosi 1,8 godziny, a objętość dystrybucji – 11–14 litrów. Podejrzewa się, że farmakokinetyka leków, zarówno wolnego, jak i związanego z lekiem zwiotczającym, jest taka sama.
Gdy w okresie okołooperacyjnym stosowane są leki mogące zwiększać blokadę przewodnictwa nerwowo-mięśniowego, istnieje możliwość ponownego pojawienia się zwiotczenia po podaniu zbyt małej dawki sugammadeksu.

## Wskazania
Odwrócenie blokady nerwowo-mięśniowej wywołanej rokuronium lub wekuronium. Mimo iż badania wskazują na skuteczność sugammadeksu w znoszeniu zwiotczenia spowodowanego pankuronium, lek w tych przypadkach nie powinien być stosowany jako leczenie standardowe (ze względu na brak szerszych badań w tym zakresie).

## Przeciwwskazania
Nadwrażliwość na substancję czynną, cyklodekstryny lub jakikolwiek inny składnik preparatu.

## Interakcje
Toremifen, flukloksacylina i kwas fusydowy, szczególnie w dużych dawkach, mogą wypierać rokuronium i wekuronium z połączeń z sugammadeksem, czego wynikiem może być wydłużenie czasu potrzebnego do zniesienia blokady. Nie zaleca się podawania tych leków w okresie przedoperacyjnym. Sugammadeks zmniejsza ekspozycję na progesteron o 34%. Kobietom stosującym pigułki antykoncepcyjne zawierające progesteron zaleca się stosowanie niehormonalnych środków antykoncepcyjnych przez 7 dni od momentu podania sugammadeksu.
Roztworu sugammadeksu nie należy mieszać z innymi lekami, ze względu na możliwość wystąpienia niezgodności. Niezgodności fizyczne zaobserwowano dla werapamilu, ondansetronu i ranitydyny.

## Działania niepożądane
Najczęściej występującym objawem ubocznym stosowania sugammadeksu są zaburzenia smaku (posmak gorzki lub metaliczny). Rzadziej notuje się osłabienie znieczulenia ogólnego (w tym niepożądaną świadomość w trakcie podawania anestetyków) oraz skórne reakcje alergiczne (zaczerwienienie, wysypka).

## Dawkowanie
W rutynowym zniesieniu blokady u dorosłych zalecana dawka sugammadeksu wynosi 2,0 lub 4,0 mg/kg, w zależności od tego, jak silne jest zwiotczenie, natomiast natychmiastowe odwrócenie blokady wywołanej przez rokuronium wymaga podania 16 mg/kg leku. W sytuacji wystąpienia ponownego bloku nerwowo-mięśniowego zaleca się podanie kolejnej dawki sugammadeksu w takiej wysokości, w jakiej była ona podawana wcześniej (czyli 2,0 lub 4,0 mg/kg).
W przypadku dzieci i młodzieży rutynowe zniesienie blokady wymaga dawki 2,0 mg/kg. Nie zaleca się stosowania sugammadeksu w celu natychmiastowego odwrócenia blokady w tej grupie wiekowej.

## Preparaty
- Bridion (Organon) – roztwór sugammadeksu w postaci soli sodowej[36].